# Kloster Herrera
Das Kloster Herrera (Santa María de Herrera; Ferraria) ist eine ehemalige Zisterzienserabtei in den Montes Obarenes 11 km südöstlich von Miranda de Ebro in der Provinz Burgos in Kastilien-León in Spanien, hart an der Grenze zu La Rioja und zur Provinz Álava in der Autonomen Gemeinschaft Baskenland. 

## Geschichte

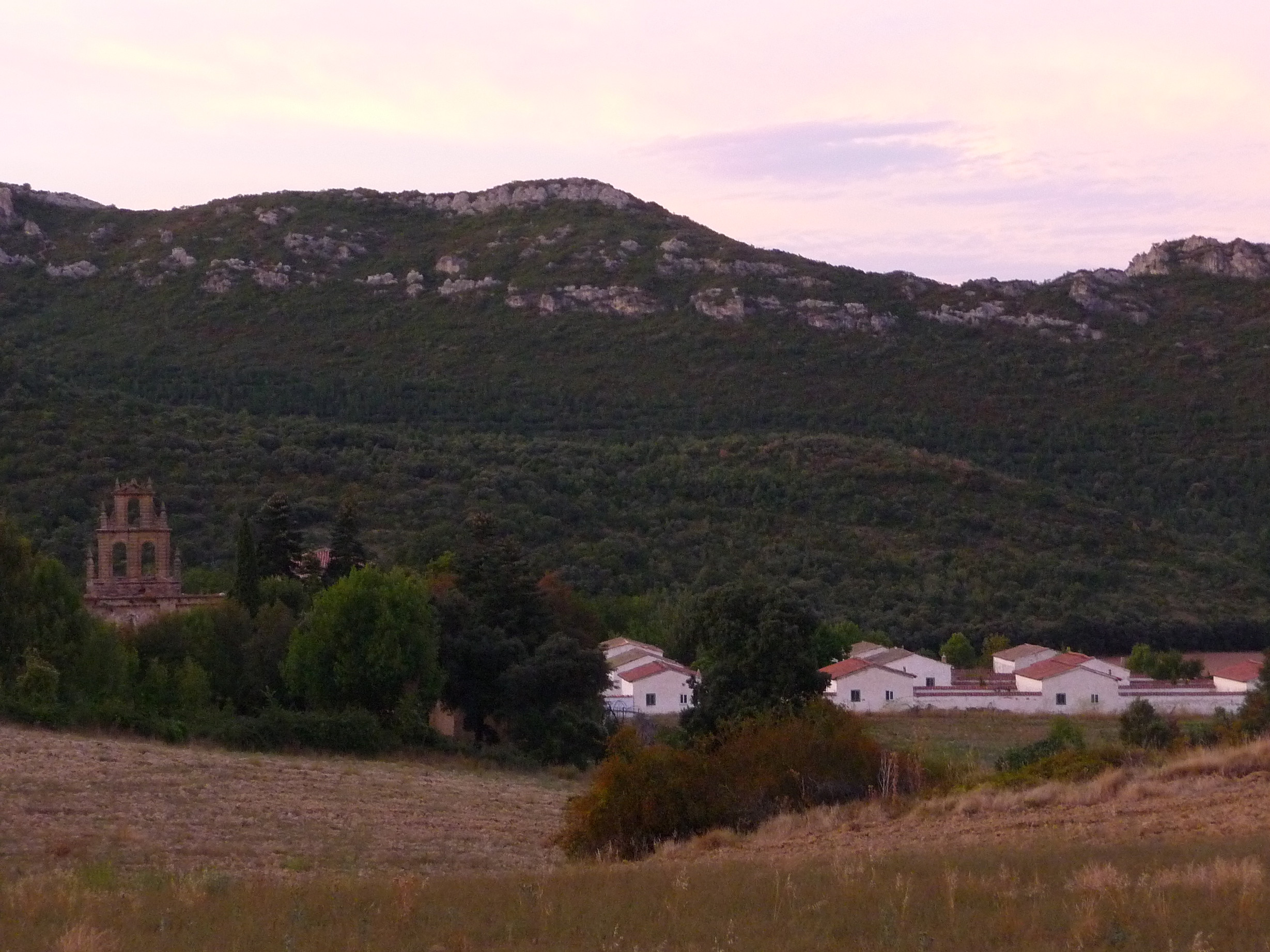
Ansicht der Anlage

Das Kloster wird unter dem Namen San Martín de Ferrara im Jahr 1044 erstmals erwähnt. 1169 bezogen Zisterzienser eine Anlage in Sajazarra (Saya), wo 1171 eine Abtei errichtet wurde, die größere Donationen erhielt und 1176 nach Herrera übersiedelte. In der Klosteraufhebung (Desamortisation) unter der Regierung von Juan Álvarez Mendizábal wurde das Kloster im Jahr 1835 aufgelöst. 1897 bezogen Unbeschuhte Karmeliten das Kloster, das sie aber 1905 wieder verließen. Danach erfolgte bis 1921 eine Besiedelung durch Trappisten, im Jahr 1923 folgten schließlich Kamaldulenser, die das Kloster noch heute bewohnen.

## Bauten und Anlage
Das von einer Mauer umgebene Kloster ist isoliert gelegen. Das Refektorium wird als Kirche genutzt, da die frühere Kirche in Ruinen liegt.